# Ironman Finland
Der Ironman Finland ist eine ehemalige, 2021 und 2022 in Finnland, in Kuopio Tahko über die Ironman-Distanz (3,86 km Schwimmen, 180,2 km Radfahren und 42,195 km Laufen) ausgetragene Triathlon-Sportveranstaltung.

## Organisation

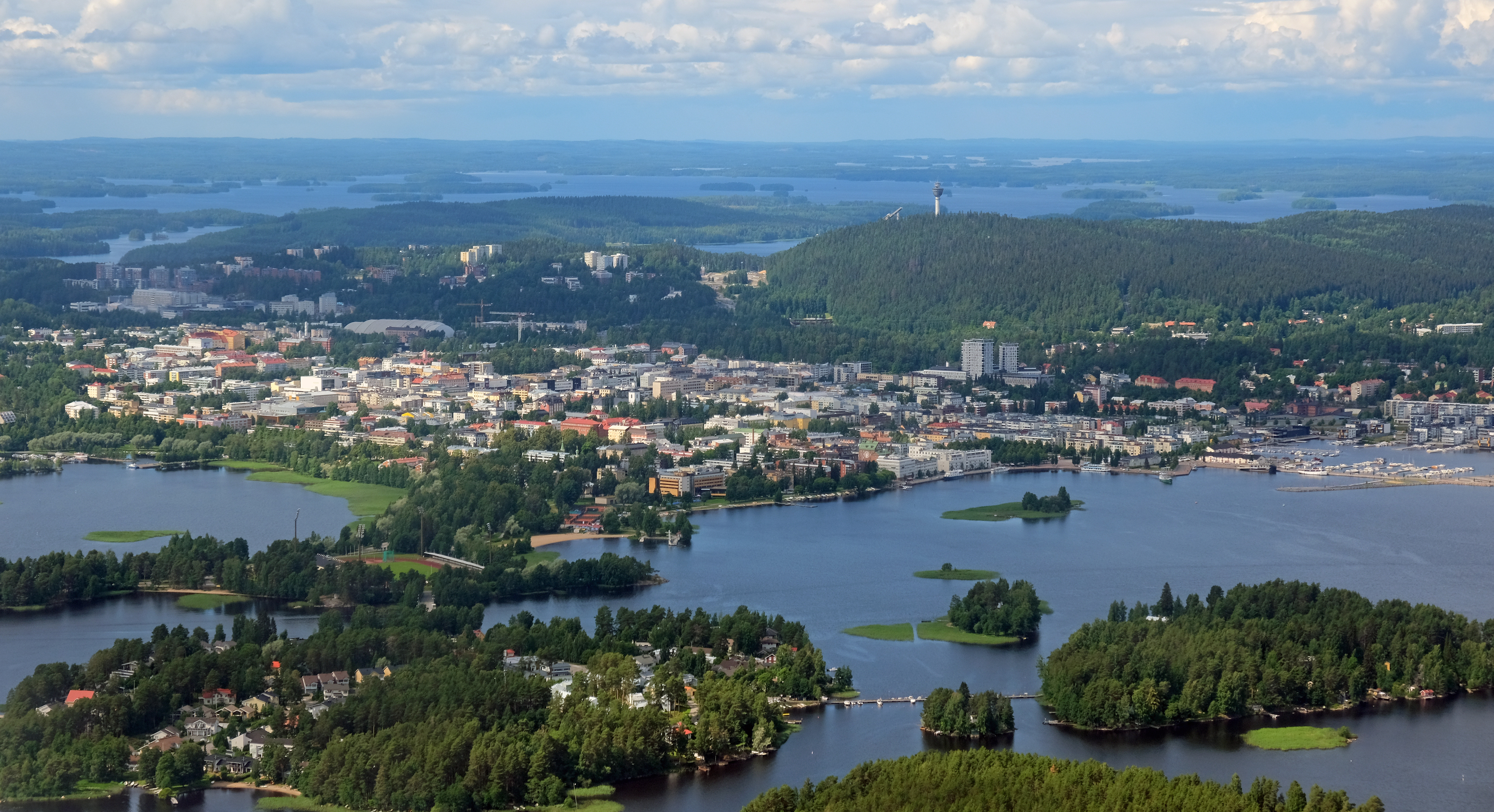
Blick auf Kuopio

Der Ironman Finland ist Teil der Ironman-Weltserie der World Triathlon Corporation (WTC), einem Tochterunternehmen der chinesischen Wanda-Group.
Amateure haben hier in Kuopio die Möglichkeit, sich für den Erwerb eines Startplatzes beim Ironman Hawaii zu qualifizieren, wozu 40 Qualifikationsplätze zur Verfügung stehen. Profi-Triathleten, die hier um die 40.000 US-Dollar Preisgeld kämpfen, können sich für den mit insgesamt 650.000 US-Dollar ausgeschriebenen Wettkampf in Hawaii über das Kona Pro Ranking System (KPR) qualifizieren. In Finnland erhalten Sieger und Siegerin je 2000 Punkte, weitere Platzierte eine entsprechend reduzierte Punktzahl.

Zum Vergleich: Der Sieger auf Hawaii erhält 8000 Punkte, die Sieger in Frankfurt, Texas, Florianópolis, Cairns und Port Elizabeth jeweils 4000, bei den übrigen Ironman-Rennen entweder 1000 oder 2000 Punkte.

### Ironman European Championships der Frauen 2021
Bei der Erstaustragung 2021 waren bei den Männern keine Profis am Start.
Es wurden beim Rennen hier bei den Frauen die Ironman European Championships ausgetragen. Bei den Männern wurde 2021 der Europameister – wie seit 2005 üblich – am 14. August im Rahmen des Ironman Germany ermittelt.
2022 waren hier keine Profi-Athleten am Start und 2023 gab es hier keine Austragung.

### Streckenverlauf
- Die Schwimmdistanz geht über zwei Runden im Syväri-See.

## Siegerliste
| Datum         | Männer           | Männer           | Männer         | Frauen        | Frauen           | Frauen          |
| Datum         | Erster Platz     | Zweiter Platz    | Dritter Platz  | Erster Platz  | Zweiter Platz    | Dritter Platz   |
| ------------- | ---------------- | ---------------- | -------------- | ------------- | ---------------- | --------------- |
| 13. Aug. 2022 | Thomas McManners | Teemu Lemmettylä | Hannes Bonami  | Lina Lumiaho  | Becky Wright     | Serena Carter   |
| 14. Aug. 2021 | Juuso Manninen   | Kimmo Tuunanen   | Fabien Mougeot | Laura Philipp | Jocelyn McCauley | Imogen Simmonds |

| Ironman European Championships |